# Tomasz Sielicki
Tomasz Paweł Sielicki (ur. 4 marca 1960 w Warszawie) – polski inżynier i przedsiębiorca, twórca i długoletni prezes zarządu spółki akcyjnej ComputerLand, szachista i brydżysta, w latach 2009–2013 prezes Polskiego Związku Szachowego.

## Życiorys
Syn Wincentego. Absolwent Wydziału Elektroniki Politechniki Warszawskiej. W latach 80. pracował w PZ Karen. W 1991 był twórcą przedsiębiorstwa ComputerLand, która następnie weszła w skład grupy kapitałowej Sygnity. W latach 1992–2005 pełnił funkcję prezesa zarządu spółki akcyjnej, a przez kolejne dwa lata był prezydentem grupy kapitałowej Sygnity. Powoływany do rad nadzorczych przedsiębiorstw Sygnity, Budimex czy Agora, rady głównej PKPP Lewiatan, a także Sądu Giełdowego przy Giełdzie Papierów Wartościowych w Warszawie.
Laureat licznych wyróżnień związanych z działalnością biznesową. W 1995 otrzymał nagrodę Info Star, w 1999 na Światowym Forum Ekonomicznym w Davos uhonorowany został tytułem „Global Leader for Tomorrow”, wyróżniony również tytułem „Lidera Polskiego Biznesu” (który został przyznany przedsiębiorstwu ComputerLand przez Business Centre Club). W 2005 jako jedyny Polak znalazł się na liście 25 osób w rankingu „Stars of Europe”, opublikowanym przez tygodnik „BusinessWeek”. W 2006 został laureatem nagrody polskiego środowiska teleinformatycznego, przyznanej przez Polską Izbę Informatyki i Telekomunikacji. W 2018 otrzymał Medal 70-lecia Polskiej Informatyki, przyznany przez kapitułę Polskiego Towarzystwa Informatycznego.
Jest brydżystą oraz szachistą. W brydżu uzyskał tytuł mistrza krajowego, natomiast w szachach – I kategorię, a także szachowe uprawnienia trenerskie (national instructor od 2010). Dwukrotnie (w sezonach 2003/2004 i 2007/2008) zdobywał tytuł drużynowego mistrza Polski w brydżu sportowym. W styczniu 2008 wygrał jeden z pobocznych turniejów festiwalu Corus, odbywającego się w Wijk aan Zee.
W lipcu 2009 Tomasz Sielicki wygrał wybory na stanowisko prezesa Polskiego Związku Szachowego i stanowisko to zajmował do czerwca 2013 roku. We wrześniu 2010 został wybrany na wiceprezydenta Europejskiej Unii Szachowej oraz członka zarządu Międzynarodowej Federacji Szachowej. W kwietniu 2013 wszedł natomiast w skład zarządu Polskiego Komitetu Olimpijskiego.
Uczestnik spotkań międzynarodowego forum dyskusyjnego – Komisji Trójstronnej.

## Odznaczenia
W 2000 otrzymał Złoty Krzyż Zasługi. W 2013, za wybitne zasługi dla rozwoju gospodarki narodowej, za działalność na rzecz polskiego sektora technologii informatycznych i komunikacyjnych, odznaczony Krzyżem Kawalerskim Orderu Odrodzenia Polski. 